# Kabouterstandbeeld
Het Kabouterstandbeeld is een vorm van kunst in de openbare ruimte in Amsterdam-Centrum.
Het beeldje is gemaakt ter herinnering aan de kabouterbeweging, die haar Magies Sentrum (belevingscentrum) had aan het Spui. Daar staat nog altijd het beeld Het Lieverdje van Carel Kneulman dat al ettelijke keren omver is gereden, maar steeds weer herrijst. De genoemde beweging is daar ook te vinden middels een straatsteenpatroon in de vorm van de GNOT-appel, die ook terug te vinden is in de zijgevel van het Paleis op de Dam.

In 2021 kwam er dan nog een op het oog klassiek beeldje bij. Kunstenaar Ruchama Noorda kleide uit klei uit de Amstel een kabouter, niet veel groter dan een tuinkabouter. Dat beeldje werd ter viering van vijftig jaar kabouterbeweging naast de sokkel van Het Lieverdje geplaatst, een gevaarlijke plek dus. De kunstenaar maakte naar eigen zeggen het beeldje in circa twee uur, waarna ze het liet drogen. De kabouter kromp daarbij (verder). Vervolgens werd het model gebruikt voor een bronzen beeld (verloren-was-methode). Inspiratie haalde Noorda uit de kabouter als mytisch wezen, dat optreedt als beschermer van alles wat leeft. Zij zag in de kabouter beschermer van verleden, heden en toekomst en ook als teken van hoe wij verantwoordelijk zijn voor de Aarde en alles wat daar op leeft. Datzelfde was een onderdeel van de gedachtewereld van de kabouterbeweging. Op de sokkel staat dan ook een tekst van Roel van Duyn uit 1969. 
De haastige plastic-mens ziet zich voor het acute gevaar van een totale catastrofe geplaatst. De enige oplossing is de cultuur in harmonie brengen met de natuur.
Na het gereedkomen van het Postzegelpark midden op de Nieuwezijds Voorburgwal werd het aldaar geplaatst voor een nieuw geplante appelboom. In genoemd parkje heeft ze gezelschap van het beeld Argus uit 2022.
Drie jaar na de voltooiing van het kabouterstandbeeld overleed de kunstenaar op 45-jarige leeftijd; haar laatste werk werd opgeleverd in Ruigoord. Geheel in overeenstemming met de kabouterwereld werd ze begraven op de natuurbegraafplaats van Zorgvlied.